# Stor-Abborrtjärnen (Björna socken, Ångermanland, 707871-162452)
Stor-Abborrtjärnen är en sjö i Örnsköldsviks kommun i Ångermanland och ingår i Gideälvens huvudavrinningsområde.
Tjärnen är belägen på gränsen till Vändåtbergets naturreservat öster om Ytterberget. Den har ett mycket litet tillrinningsområde med tillflöde från myrarna på Ytterbergets nordsida. Den ligger bara drygt hundra meter från Lill-Abborrtjärnen, som avrinner åt ett annat håll. Stor-Abborrtjärnen avvattnas genom en liten bäck till Lägstaån.

## Bottenprofil och djupförhållanden
I december 2018 lodades tjärnen. Den visade sig vara betydligt djupare, än den näraliggande och större reservatsgrannen, Älgtjärnen. Medeldjupet av elva lodningar var 5,6 meter och det uppmätta maximidjupet var 8,8 meter.

## Bildgalleri

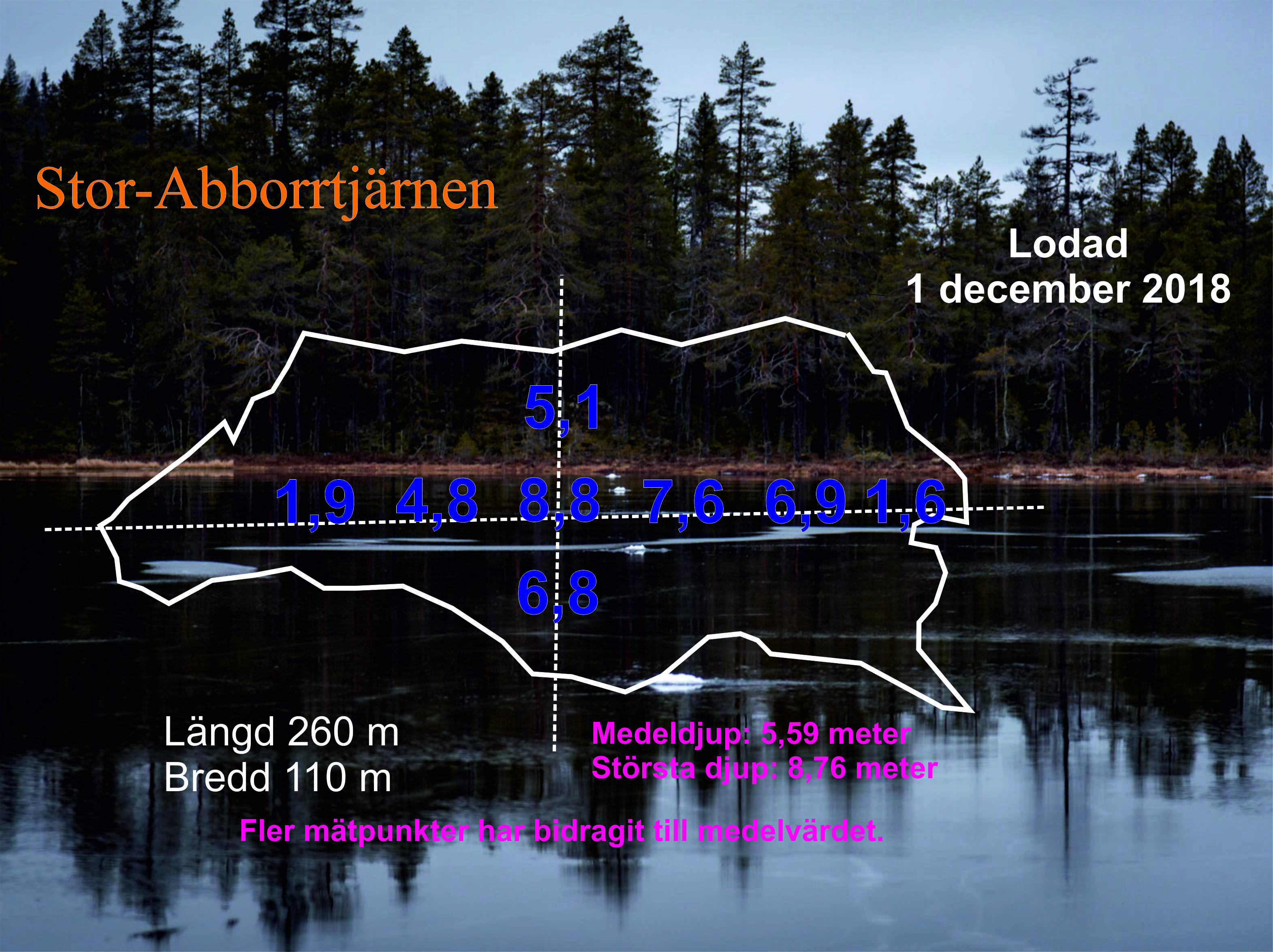
Resultatet av lodning av Stor-Abborrtjärnen i Vändåtbergets naturreservatet, den 1 december 2018. Tjärnen i profil med foto från södra stranden. Norr uppåt på kartan.
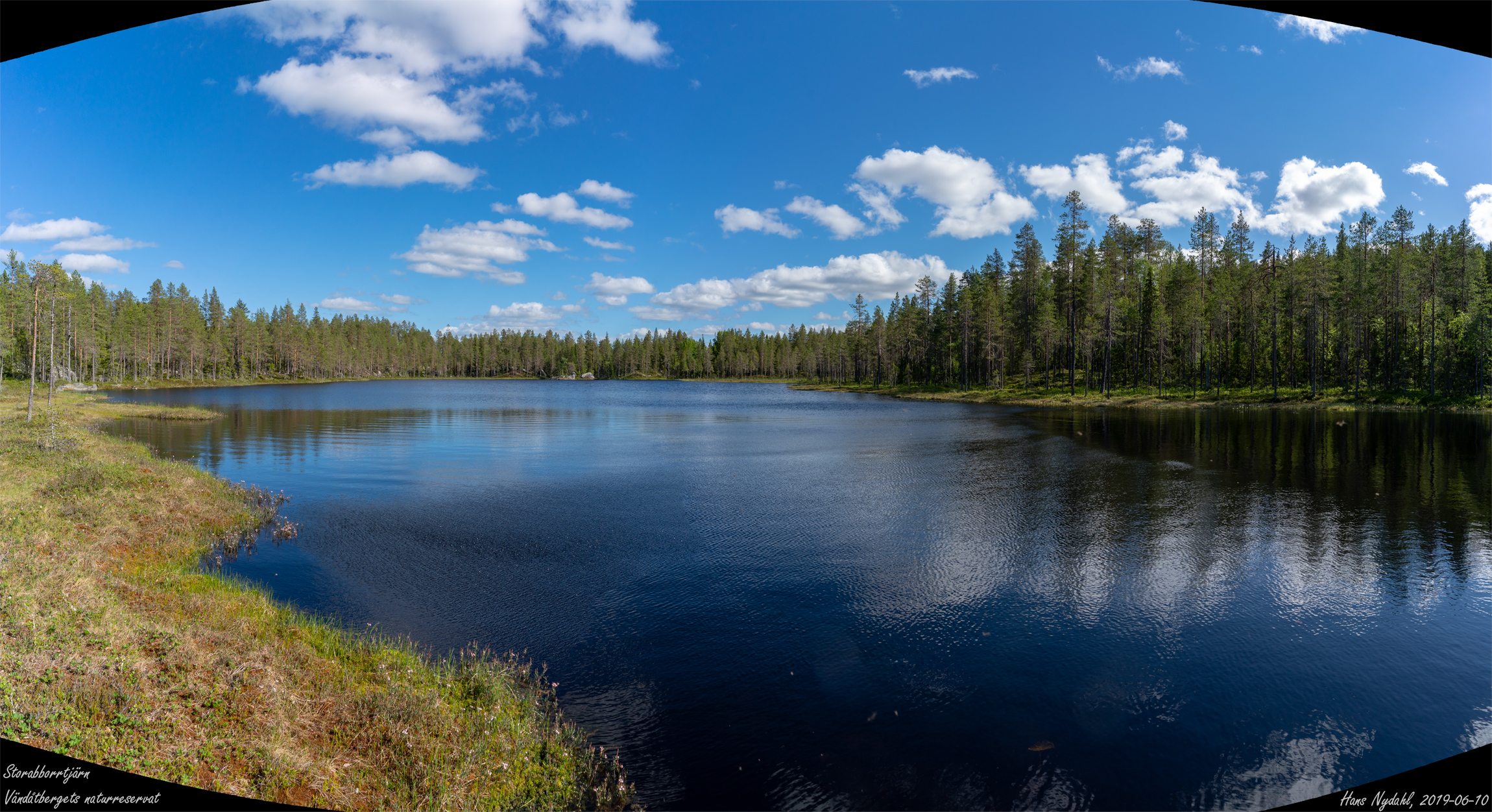
Stor-Abborrtjärnen från västra sidan, juni 2019.
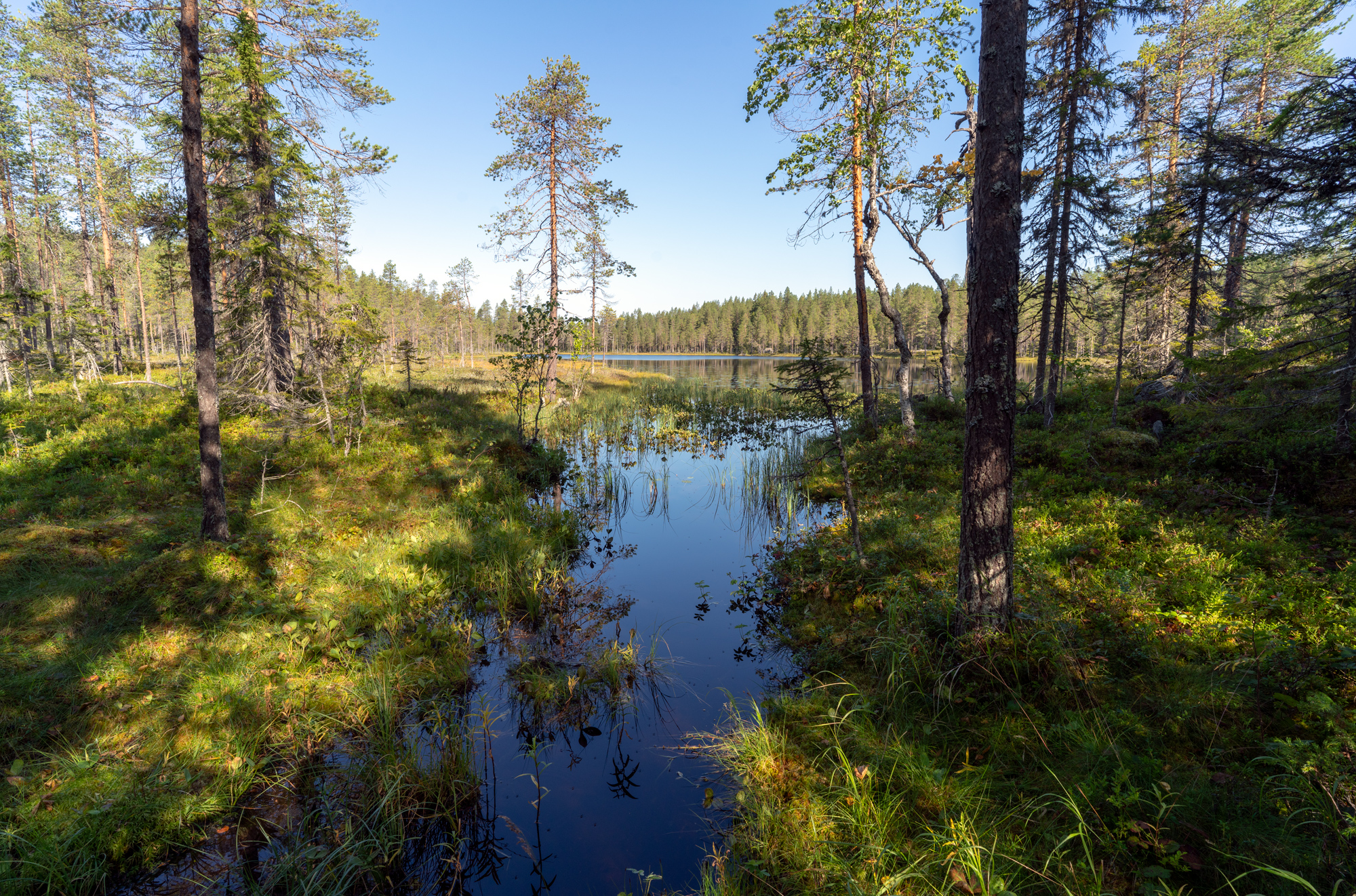
Utloppet från Stor-Abborrtjärnen, som löper ner mot Lägstaån.
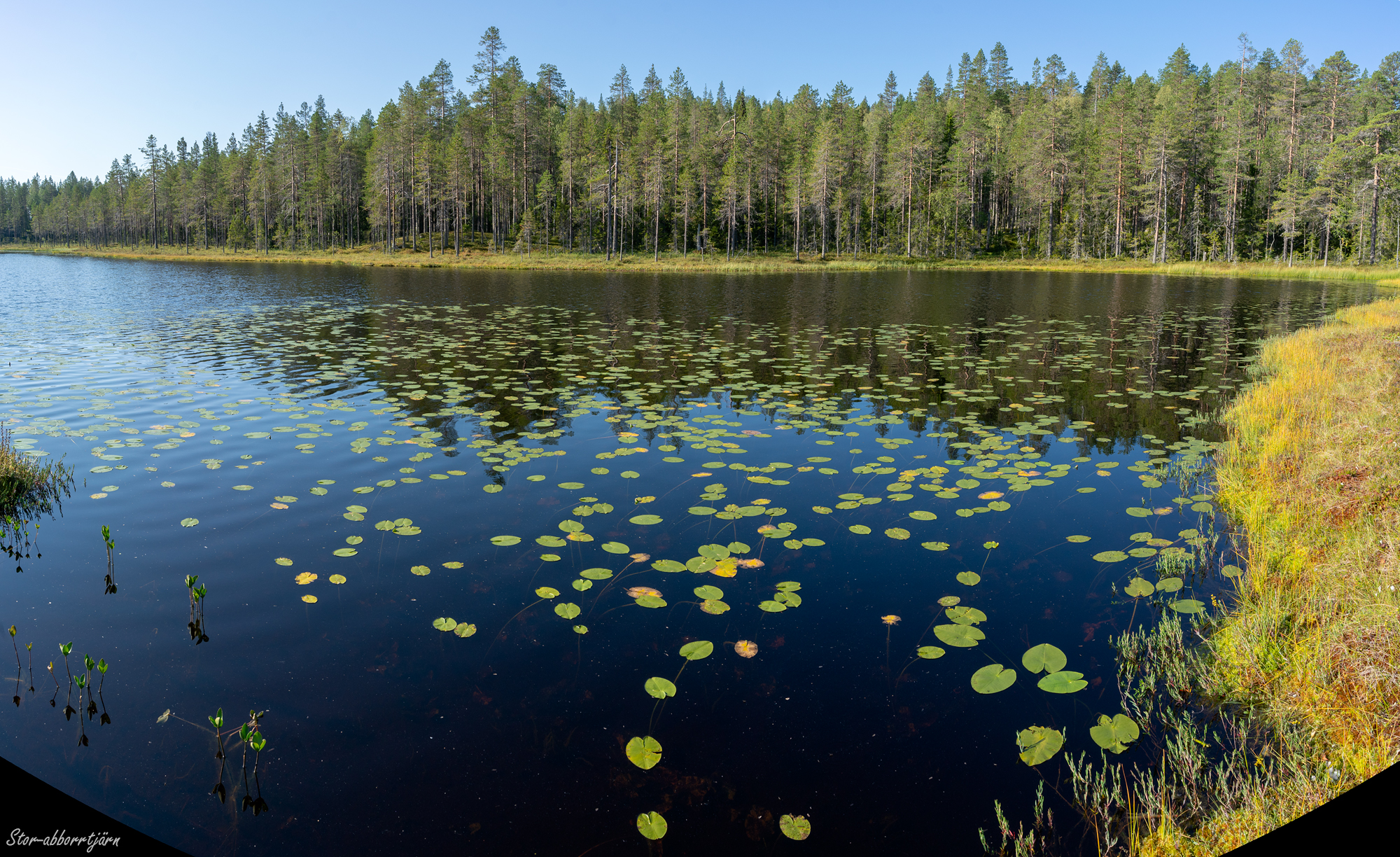
En annan bild över Stor-Abborrtjärnen från västra sidan.
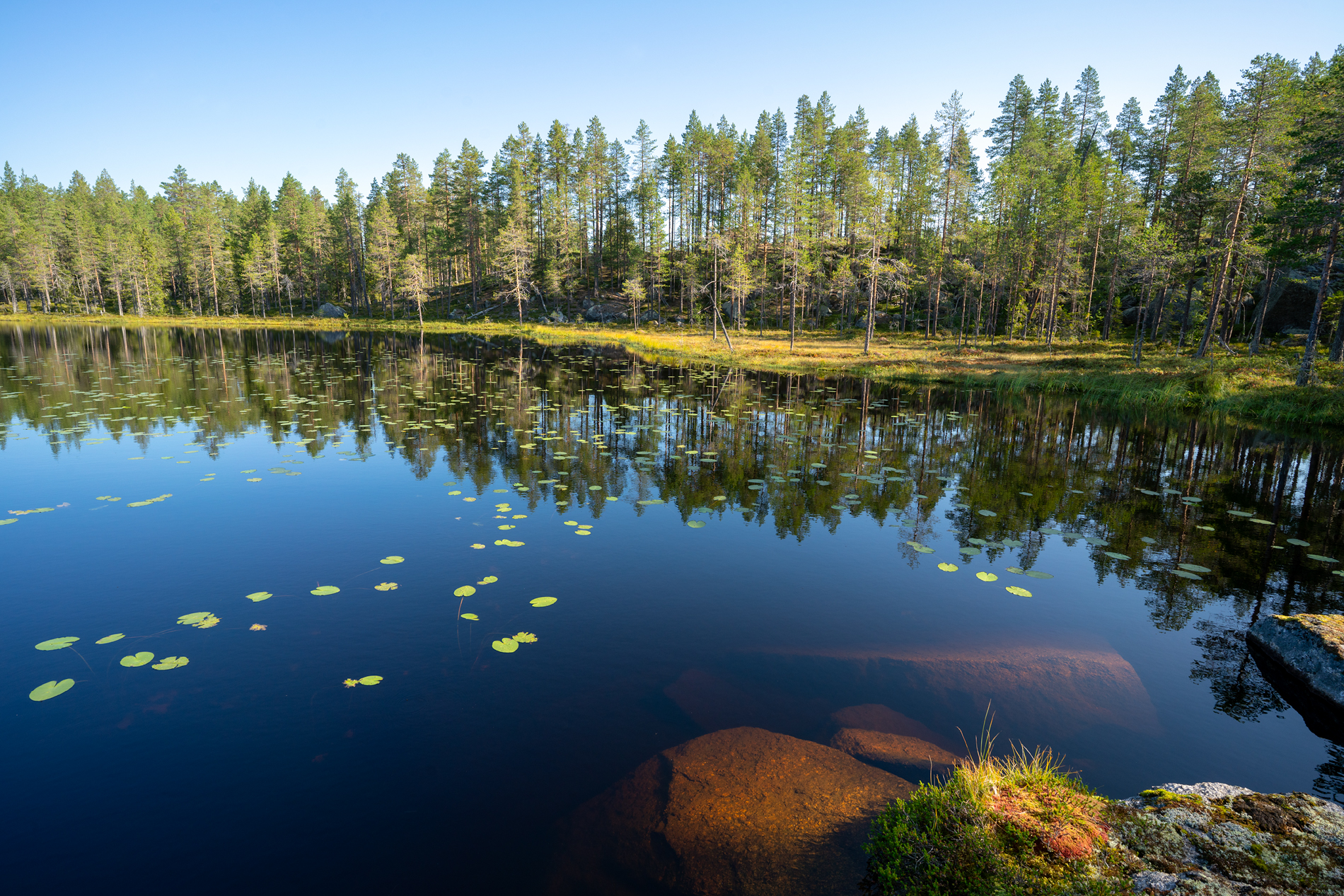
Östra sidan av Stor-Abborrtjärn. Siktdjupet i det humusrika vattnet är inte så stort.
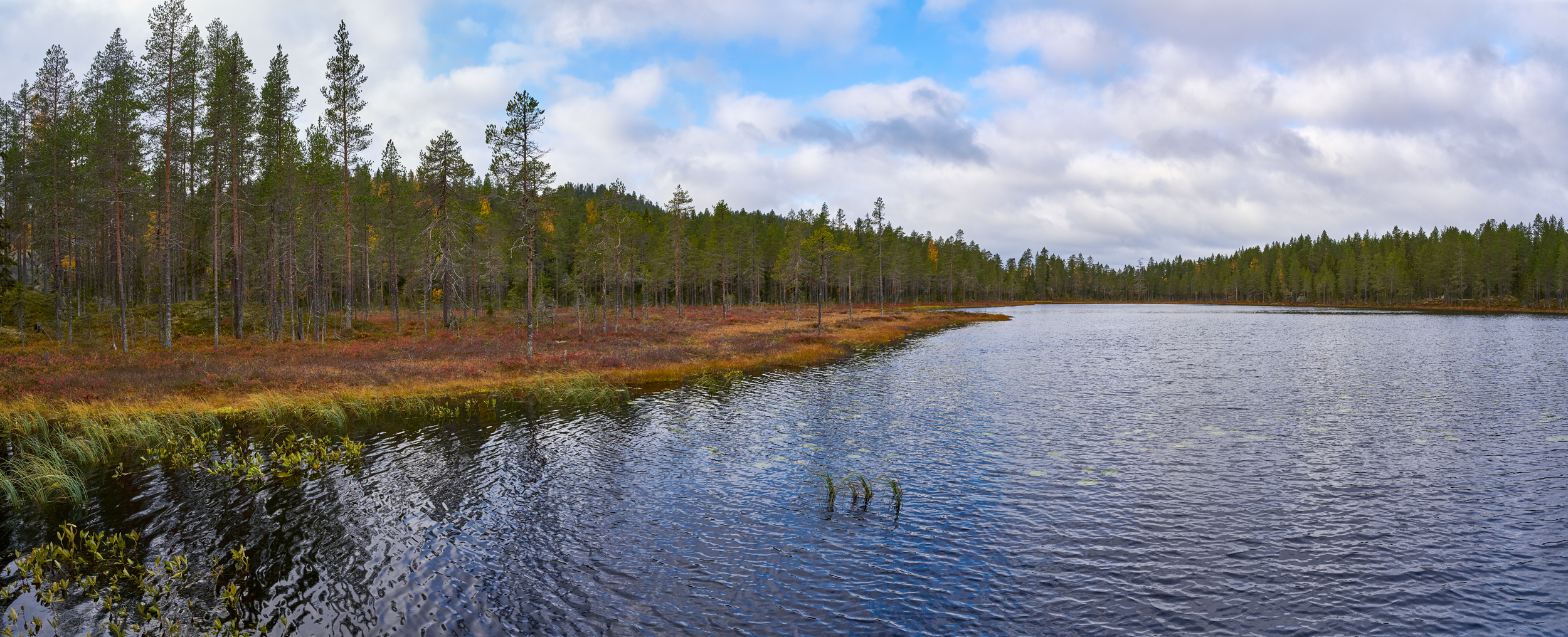
Vy mot NV från Stor-Abborrtjärnens södra sida.